# Ibar
Ibar (v srbské cyrilici Ибар, albánsky Ibri) je 276 km dlouhá řeka, která protéká územím Černé Hory, Kosova a Srbska. Vlévá se do Západní Moravy. Její povodí má rozlohu 13 059 km2. Protéká městy Rožaje, Ribariće, Zubin Potok, Kosovska Mitrovica, Zvečan, Leposavić, Lešak, Raška, Baljevac, Ušće, Bogutovac, Mataruška Banja a Kraljevo. V Kosovské Mitrovici se řeka stala symbolem rozdělení města na albánskou a srbskou část.
Na řece Ibar se nachází celkem 10 hydroelektráren. Největší umělé jezero, které bylo přehrazením Ibaru vybudováno, nese název Gazivode. Údolí řeky (přibližně od Kosovské Mitrovice po Kraljevo) je bohaté na přírodní zdroje; nacházejí se tu četné doly, ve kterých se těží uhlí, dále pak magnezit, olovo, zinek, či stříbro. Dolní tok řeky se využívá pro rafting.